# Carsaig Arches

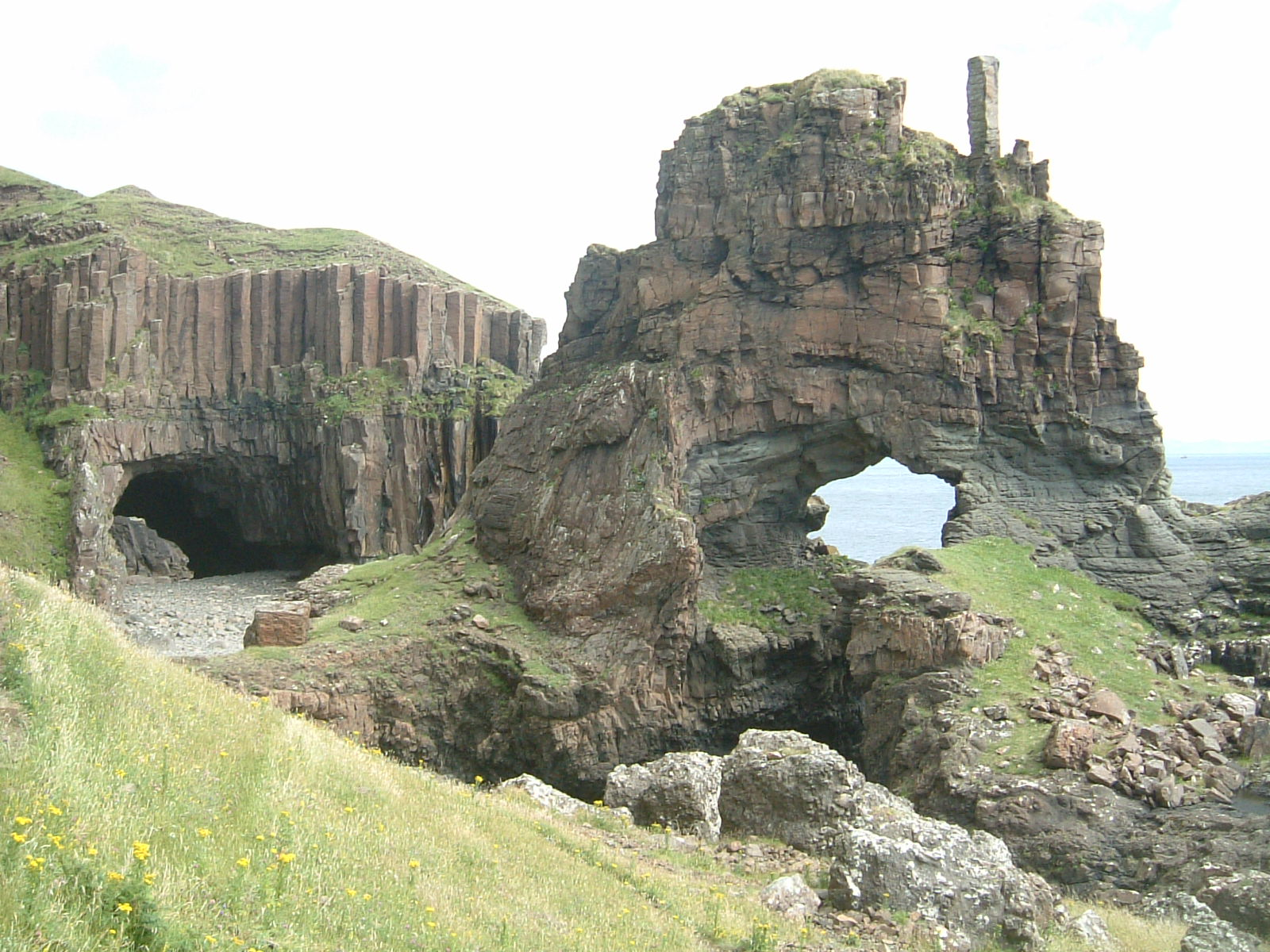
Die Carsaig Arches

Die Carsaig Arches sind zwei Felsentore an der Südküste der schottischen Isle of Mull. Sie liegen etwa sieben Kilometer südwestlich der kleinen Ansiedlung Carsaig am Südufer des Ross of Mull, der südlichsten Halbinsel der Isle of Mull.
Entstanden sind die Felsentore durch die Erosion von Sedimentgestein, insbesondere Oolith, dem in diesem Bereich der Küste Basaltsäulen aufgelagert wurden. Die weicheren Sedimente sind aufgrund der ständigen Erosion durch den Atlantik weitgehend verschwunden und haben die aus dem härteren Basalt bestehenden Bögen entstehen lassen. Der östliche Bogen besteht aus einem längeren Tunnel unter den Basaltklippen, dessen Boden bei Flut unter Wasser steht. Dahinter steht westlich ein markanter Felsturm, dessen Felstor aufgrund der Form als „Keyhole“ (Schlüsselloch) bezeichnet wird. Ihm aufgesetzt ist ein kleiner, wie ein Schornstein wirkender Felsturm.
Zu erreichen sind die Bögen über einen schmalen, teilweise ausgesetzten rund sieben Kilometer langen Pfad entlang der Küste. Aufgrund der Gezeiten – bei Flut sind das östliche Felsentor und der Zugang überflutet – ist der Zugang zu den Arches eingeschränkt nur bei Ebbe möglich.